# 薈萃國際（控股）
薈萃國際（控股）有限公司（英語：Luxey International (Holdings) Limited；港交所：8041），簡稱薈萃國際（控股），在1998年，由當時台資「太平企業股份有限公司」、「銘固股份有限公司」、「欣瑪耐特」以及前主席董大勇，於台灣成立「大陶精密科技股份有限公司」（已結業）。
該公司股份於2000年7月7日在港交所創業板上市。配售價格為1.78港元，配售股份為8100萬股，集資額為1.44億港元。
該公司屢次易名，在上市前名為Intcera Inc.，曾先後更名為大陶精密科技集團有限公司和中郵電貿（控股）有限公司，並於2011年12月22日更改為現名。

## 外部連結
- 薈萃國際官方網站